# Gwiazdy typu widmowego O V
Gwiazda typu widmowego O V – gwiazda ciągu głównego o typie widmowym O i klasie jasności V. Gwiazdy tego typu nazywa się błękitnymi karłami, jednak pojęcie to używane jest także w odniesieniu do innego, hipotetycznego typu gwiazd.
Gwiazdy te mają masę rzędu 15-90 mas Słońca i są od niego 30 000 do miliona razy jaśniejsze. Ponieważ są to gwiazdy dość masywne, ich czas życia jest stosunkowo krótki. Występują bardzo rzadko, tylko jedna gwiazda na milion jest gwiazdą O V, w całej Drodze Mlecznej zawierającej około 400 miliardów gwiazd, znajduje się tylko około 20 tys. gwiazd tego typu. Przykładem takiej gwiazdy jest Sigma Orionis.